# Paul Delaroche

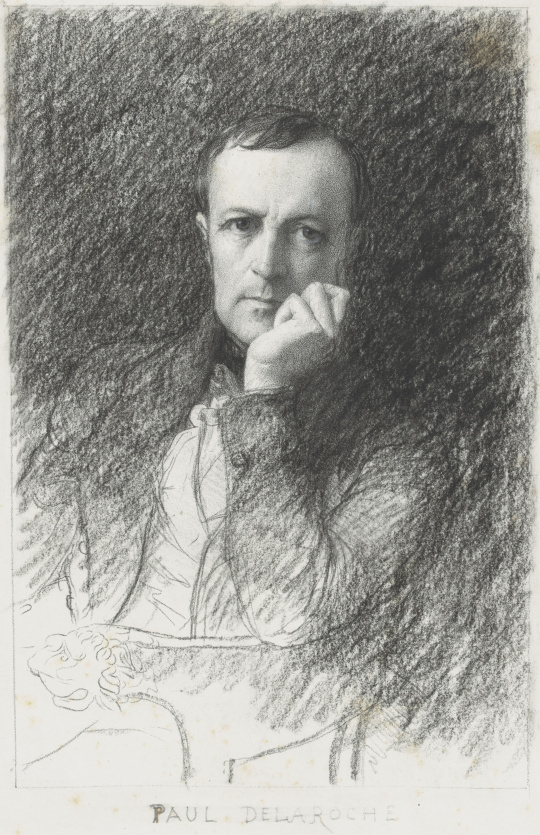
Självporträtt, 1848 eller tidigare

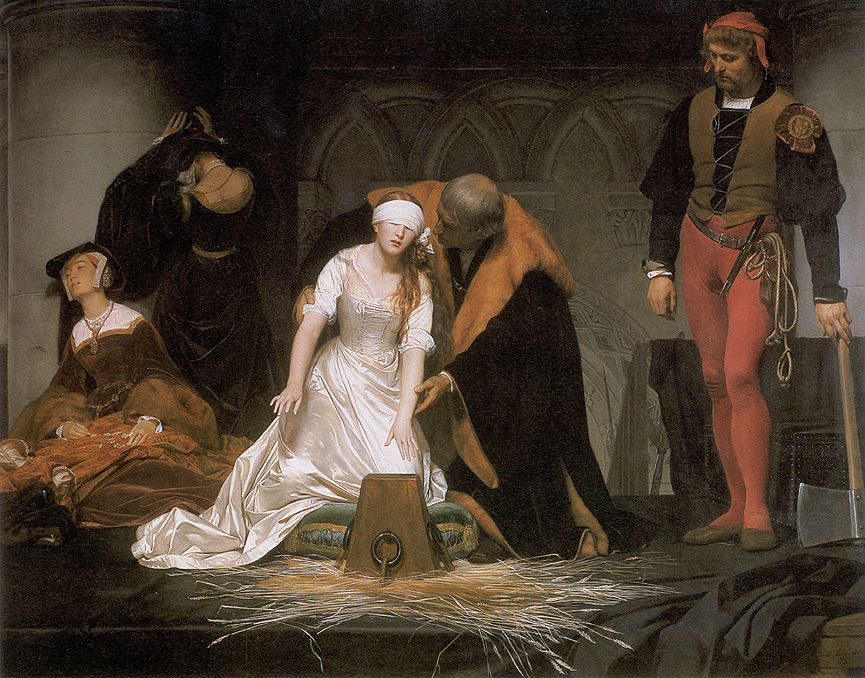
Paul Delaroche - "Lady Jane Greys avrättning" (1833). National Gallery, London.

Paul (egentligen Hippolyte) Delaroche, född 17 juli 1797 i Paris, död 4 november 1856 i Paris, var en fransk målare.
Delaroche hade en förkärlek för historiska motiv med romantiskt eller sentimentalt innehåll. Han fick sin konstnärliga utbildning vid École des Beaux-Arts i Paris och hos Antoine Gros och Louis Étienne Watelet. Genom sitt mindre utmanande måleri fick han en större publikframgång än sina samtida Jean-Auguste-Dominique Ingres och Eugène Delacroix. Det stora internationella genombrottet blev den 1831 utställda Edvards barn (Louvren). Som hans främsta målning har framhållits den 1835 målade Hertigen av Guise mord (på Slottet i Chantilly). 1841 fullbordade han den stora så kallade hemicykeln i École des Beaux-Arts.
Delaroche kom med tiden att bli den erkände ledaren för det s.k. juste milieu-måleriet i Frankrike. Juste milieu (franska "den gyllene medelvägen") var en beteckning som i sin politiska betydelse hade populariserats av kung Ludvig Filip, som 1831 kungjorde sin önskan att undvika såväl ett övermått av folklig makt som kungligt maktmissbruk. Genren krävde detaljrikedom - lokalfärg i både litterär och konstnärlig mening - och detaljerna skulle återges med illusionistisk sanningsenlighet. Konstnärerna tvingades att ägna sig åt historiska studier för att undgå anakronismer.
Lady Jane Greys avrättning (se bild) var en av de mest berömda av dessa målningar, klart komponerad och målad med fulländad teknisk skicklighet. Belysningen är dramatisk, koncentrerad på hjältinnan i skimrande vit sidenklänning. Verkan kan jämföras med finalscenens i ett skådespel eller en opera, en tragedi som livfullt spelas av verkliga människor av kött och blod.
Motivet bör ha varit välkänt för den franska medelklasspubliken, ständigt uppmärksam på tänkbara paralleller mellan den engelska historien och deras egen. Ämnesvalet var av yttersta vikt för sådana målningar, dels för att de skulle fånga allmänhetens uppmärksamhet då de först ställdes ut, dels för att de senare skulle bli spridda och därigenom lönsamma i form av grafiska blad.